# Epilystoides bispinosus
Epilystoides bispinosus là một loài bọ cánh cứng trong họ Cerambycidae.